# Lucius Copeland
Lucius Day Copeland fue un ingeniero estadounidense, conocido por ser el inventor del biciclo de vapor Copeland, un vehículo presentado en la primera Feria Territorial de Arizona en 1884.

## Vehículos diseñados

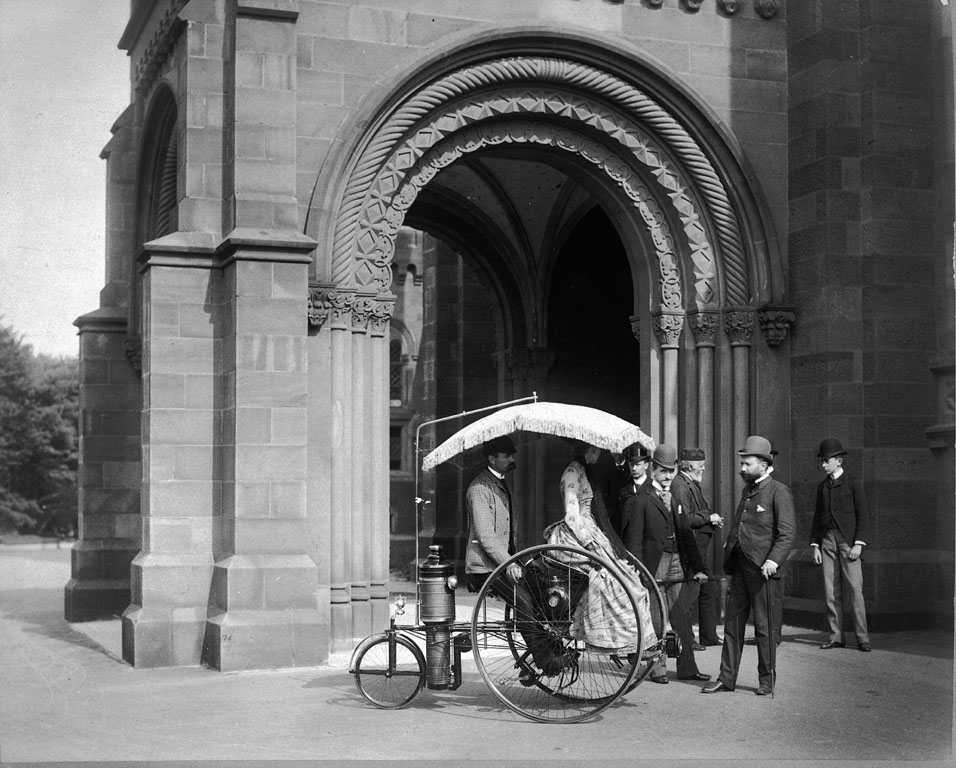
Copeland con Frances Benjamin Johnston en su Motociclo Phaeton junto al Smithsonian en 1888. Detrás están su socio Sandford Northrop, y los miembros del Smithsonian E. H. Hawley, W. H. Travis y J. Elfreth Watkins.

Copeland, residente en Phoenix (Arizona), fue un ingeniero mecánico aficionado al ciclismo, que tuvo la idea de instalar un pequeño motor de vapor sobre un biciclo de estructura metálica.
Su biciclo de vapor es considerado una de las primeras motocicletas, si bien existen al menos otros cuatro vehículos para los que se reclama la primacía: el velocípedo de vapor Michaux-Perreaux y el velocípedo de vapor Roper, ambos de 1867–1869; y el Daimler Reitwagen y el Motrice Pia (estos dos con motor de explosión) de 1884-1885.
El vehículo de Copeland consistía en un biciclo de la marca American Star, dotado de un pequeño motor de vapor monocilíndrico situado entre la pequeña rueda delantera y la gran rueda trasera. Utilizaba una correa de transmisión para accionar la rueda trasera. El modelo de bicliclo utilizado como base para su motocicleta pionera presentaba la particularidad de que la rueda más pequeña iba adelante, al contrario que la mayoría de los biciclos de aquella época.
Copeland también inventó el primer triciclo con motor de vapor fabricado en serie, produciéndose aproximadamente unas 200 unidades de su "Phaeton Steamer" hasta que cerró el negocio en 1891. Este vehículo alcanzaba una velocidad máxima de 48 km, y necesitaba tan solo 5 minutos para llegar a los 16 km/h desde que se ponía en marcha. Acompañado por un directivo de la compañía Northrop, Copeland completó un viaje de 190 km hasta Atlantic City en uno de sus triciclos.